# بيير بونرد
بيير بونرد (بالفرنسية: Pierre Bonnard)‏ فنان ورسام ومصور فرنسي مواليد 3 أكتوبر1867 وتوفي في 23 يناير 1947
معروف بشكل خاص بالصفات الزخرفية المنمقة للوحاته ولاستخدامه الجريء للألوان، كما أنه عضو مؤسس في مجموعة ما بعد الانطباعية من الرسامين الانطباعيين، تأثرت أعماله المبكرة بشدة بعمل بول غوغان، بالإضافة إلى مطبوعات هوكوساي وفنانين يابانيين آخرين. كان بونارد شخصية بارزة في الانتقال من الانطباعية إلى الحداثة. رسم المناظر الطبيعية والمشاهد الحضرية والصور الشخصية والمشاهد المحلية المليئة بالأحاسيس، حيث عادة ما تكون للخلفيات والألوان وأسلوب الرسم طاغية على الموضوع الأساسي للوحة.

## روابط خارجية
- بيير بونرد على موقع الموسوعة البريطانية (الإنجليزية)
- بيير بونرد على موقع مونزينجر (الألمانية)
- بيير بونرد على موقع ميوزك برينز (الإنجليزية)
- بيير بونرد على موقع إن إن دي بي (الإنجليزية)
- بيير بونرد على موقع ديسكوغز (الإنجليزية)